# ゴールドウィング
ゴールドウィング（GoldWing）は、かつてハンゲームのかんたんゲーム内にあるオンラインゲームで、2003年からサービスが開始された韓国製の無料オンラインシューティングゲームである。

## 概要
開発元の韓国でのサービス停止に伴い、ハンゲームでも2009年7月1日にサービスを停止することとなった。続編であるG2 -Guns Gunner-も2010年10月27日をもってサービスを停止。一方、ゴールドウィングは、2010年10月-11月、2011年8月と2度の期間限定復活を経て、2011年12月に再オープンを果たした。そして2016年に終了した。

## 人気の低迷
β版サービス開始から約3年ほどは、ひよこ強化イベント、ハンボットイベントなど多くのイベントが実施されていたが、2006年7月に行われた機体名称変更アップデート以降、徐々にイベントやアップデートが減少した。また、その結果、不正行為への対応が行われなくなり、チート行為が蔓延してしまった事も人気が低迷してしまった原因としてあげられる。そのため、最盛期には3000人を超すほどの接続者がいたが、最終的には300人ほどに減少していた。
上記のような事態は、再オープンした現在でも変わっておらず、ユーザー同士のマナーに依存する形となっているのが現状である。

## 廃止から再開に至るまで
- 2009年4月3日 【公式】ゴールドウィングサークル開設。
- 2009年4月28日 「5月7日までに勇士たちを集め、5月13日にゴールドウィングは生まれ変わる」というミニメールが運営から届く。
- 2009年5月13日 ゴールドウィングの廃止決定。G2への移行が発表。サークル名が、【公式】G2＆ゴールドウィングサークルへ変更。
- 2009年7月1日 ゴールドウィング、サービス終了。
- 2010年9月2日 非公式期間限定ゴールドウィングサークル開設。
- 2010年10月4日 Z版として1回目の期間限定復活。
- 2010年10月27日 G2、サービス終了。
- 2010年10月30日 ハンゲーム10周年イベントの一つとして、ゴールドウィングもスタッフイベントに。
- 2010年11月8日 再廃止。
- 2011年2月24日 非公式期間限定ゴールドウィングサークルが、ほぼ公式ゴールドウィングサークルに名称が変更。
- 2011年8月3日 2回目の期間限定復活。
- 2011年8月31日 再々廃止。
- 2011年12月19日 サービス再開。

ハンゲームはサービスを再開する予定はないと表明していたが、NHN Japanの森川社長が、自身のTwitterでゴールドウィング復活を要望している人たちに、「年内に旧サービスを開始することの本格検討始めました」と発言した。その後、2010年10月4日-10月8日までの5日間の復活が決まり、11月上旬までZ版として延長され11月8日でサービスを終了した。
2度の期間限定復活の後、2011年12月19日より定常的なサービスの再開が決まり、完全復活となった。しかし、運営によるゲームのアップデートやバグの修正、不正行為の取り締まりといったサポートは行わず、ゲームの体をなさない状態になった場合はサービスを終了としその後の復活は行わないこと、ゴールドウィングのお知らせの中心となったハンゲーム内のサークルも2012年1月に解散することが決まった。
しかしながら過疎化は進み、ついに2016年に終了、末期では夜でも10人前後の人数であった。

## 操作方法
マウスを使用時。
- Q、A：レーダー拡大・縮小
- X、C：ローリング（機動機体Lv4以上）
- R、F：垂直上昇・垂直降下（ハリアーのみ）
- 左シフト：ターボ
- 左クリック：機銃
- 右クリック；アイテム使用
- Tab：戦績をみる

## 称号
傭兵と正規軍の2段階があり、傭兵は、訓練兵、ルーキー、ファイター、エースと上がっていき、正規軍は、准尉、少尉、中尉、大尉、少佐、中佐、大佐、准将、少将、中将、大将となっていて、最初は大尉から始まる。戦績によって上下する。
現在、バグにより正規軍の称号の見た目は全て大将となっている。

## アイテム一覧
ロケット系
- シングルロケット 最大威力350 弾数1

最初に出てくるアイテム。うまく当たれば相手を一発で倒せるアイテム。
- ツインロケット 最大威力240 弾数2

ファイター～正規軍機動機体で使えるアイテム。右の方が少々先に出るが2発、発射する。
- トリプルロケット 最大威力200 弾数3

機動機体Lv5のハリアーのみ使える。横に並んで3発が一気に発射する。ディレイが少ない。
- クワッドロケット 最大威力140　弾数4

機動機体Lv5のG-イーグルのみ使える。□型に4発が一気に発射する。ディレイが少ない。
- 稲妻ロケット 最大威力350　弾数2

弾の速度が速く、威力が一番高い。2発当たれば即死。
散弾系
- 散弾 最大威力25 弾数14

撃ってから少しして破裂。障害物があった場合早めに破裂する。HPが減っている相手を倒すのに有効なアイテム。
- 改良散弾 最大威力30 弾数14

威力が上がり、ディレイが短くなっている。
- スーパー散弾 最大威力40 弾数14

さらに威力が上がり、ディレイも短くなっている。
- オールレンジバレッド最大威力50 弾数14

機動機体Lv5の殲撃10型のみ使える。普通の散弾と違い、撃った瞬間に破裂する。威力が高く至近距離では絶大の威力を持つ。
空雷系
- 空雷 最大威力100 範囲100

普通のアイテムと違い、後ろに発射し後方の敵を倒す為の道具。
- 大空雷 最大威力130 範囲130

範囲と威力が上がっている。
- ツイン空雷 最大威力130 範囲130 弾数2

武装機体Lv5のF-2のみ使える。大空雷が2つ連続で出る。
- 死の空雷 最大威力150 範囲80弾数4

武装機体Lv5のサンダーボルトのみ使える。威力の高い空雷が4つ一気に出る。
誘導系
- 誘導弾Lv1 最大威力150 ディレイ3秒

相手をロックオンして発射し、相手を追う。
- 誘導弾Lv2 最大威力190 ディレイ0.3秒

追尾性能、ロックオン時間が上がった。
- 誘導弾Lv3 最大威力230 ディレイ0.3秒

武装機体Lv5のラプターのみ使える。さらに追尾性能、ロックオン時間が上がった。
- 追尾ミサイル 最大威力100 ディレイ0.5秒

武装機体Lv5のJSFのみ使える。かなり高速で相手を追う。ロックオン時間が少ない。HPの減っている相手を倒すのに有効なアイテム。

## 機体一覧
- レベル5(機動機体)

| 機体名(旧称) | 耐久 | 速度 | 旋回 | ターボ | 機銃 | 金額  | 備考                                                                                             |
| ------------ | ---- | ---- | ---- | ------ | ---- | ----- | ------------------------------------------------------------------------------------------------ |
| ナイトホーク | B+   | A+   | S    | A+     | A    | 5千万 | ステルス機能によりレーダーに表示されない。アイテムは標準搭載。                                   |
| ハリアー     | B+   | A    | S    | A+     | A+   | 6千万 | トリプルロケットを搭載し、垂直上昇・下降ができる。しかし、HPが低い事・改良散弾である事が欠点。   |
| G-イーグル   | A    | A    | A+   | S      | A+   | 6千万 | クワッドロケットを搭載。能力も安定している。                                                     |
| ベルクート   | A    | S    | A+   | S      | S    | 6千万 | 速度・機銃Sはこの機体のみ。ツインロケットを主体とし、クエスト9のホストとして使われることが多い。 |
| ラファル     | A    | A+   | S    | S      | A+   | 6千万 | スペシャル散弾の配給率がとても高い。                                                             |
| 殲撃10型     | A    | A    | S    | S      | A+   | 6千万 | オールレンジバレットを搭載。前方の攻撃は十分だが、空雷が無い為、後方が不安。                     |

- レベル5(武装機体)

| 機体名(旧称)     | 耐久 | 速度 | 旋回 | ターボ | 機銃 | 金額  | 備考                                                                                           |
| ---------------- | ---- | ---- | ---- | ------ | ---- | ----- | ---------------------------------------------------------------------------------------------- |
| ラプター         | A+   | A    | A    | A      | B    | 6千万 | 精度・威力の高い、誘導3を搭載。レベル5機体中、下から2番目に弱い機銃が欠点。                    |
| ユーロファイター | S    | A    | A    | A      | B+   | 5千万 | 全機体No.1のHPと、改良散弾も含めた攻撃面、バランスのとれた機体である。                         |
| JSF              | S    | A    | A    | A      | A    | 6千万 | 命中率の高い、追尾ミサイルを搭載。レベル5武装機体唯一の普通の空雷であり、後方は少々不安。      |
| ホーネット       | S    | A    | A    | A      | A    | 5千万 | 稲妻ロケットの配給率が高く、クエスト9のゲストとして使うことが多い。                            |
| サンダーボルトⅡ  | S    | A    | B+   | A      | C    | 5千万 | 死の空雷を搭載し後方は得意だが、機銃C・稲妻の配給率も低い為(下位2位)前方への攻撃は苦手である。 |
| F-2              | A+   | A    | B+   | A      | A    | 6千万 | ダブル空雷を搭載。改良散弾も搭載し、安定した機体といえる。                                     |

## クエスト一覧
| クエスト番号 | EXP      | GOLD      | 目標                  | 備考 |
| ------------ | -------- | --------- | --------------------- | --- |
| クエスト1    | 35×人数  | 350×人数  | 敵機3体×人数分撃破    | 相手は攻撃してこない。                                                                                    |
| クエスト2    | 50×人数  | 500×人数  | 砲台5体×人数分撃破    | 攻撃してくる。                                                                                            |
| クエスト3    | 70×人数  | 700×人数  | 敵機4体×人数分撃破    | クエスト1の敵を倒す。                                                                                     |
| クエスト4    | 150×人数 | 1500×人数 | 敵機5体×人数分撃破    | 茶色の敵を倒す。相手は機銃攻撃をしてくる。                                                                |
| クエスト5    | 260×人数 | 2600×人数 | ロケット発射台3台撃破 | クエスト5の説明：2分以内にロケット発射台を倒す。一台倒すとまた2分のカウントが始まり、新しい発射台がでる。 |
| クエスト6    | 300×人数 | 3000×人数 | 敵機5体×人数分撃破    | 黄色の敵を倒す。相手は大砲攻撃をしてくる。                                                                |
| クエスト7    | 380×人数 | 3800×人数 | 敵機5体×人数分撃破    | 水色の敵を倒す。相手ロケット攻撃をしてくる。                                                              |
| クエスト8    | 380×人数 | 7000×人数 | 敵機5体×人数分撃破    | 3種類の敵がでてくる。どの敵を倒しても良い。砲台の威力が高くなっている。                                   |
| クエスト9    | 0        | 100000    | 敵機1体               | 体力が2万ある敵を倒す。                                                                                   |

## 用語説明
- ディレイ

アイテムを撃ってから、次の攻撃やターボができるまでの時間。
- 経験値

傭兵時代は、この値が増えるに従ってレベルアップする。正規軍になると、称号がこの値によって変わる。
- 熟練度

正規軍の部屋にて変動。勝てば＋5、負けても＋3が加算される。この値が一定まで達すると次のレベルの機体が購入可能になる。
- レーダー

画面右上に表示される。自分と敵の場所がわかる。QとAで拡大・縮小ができる。機動機体Lv5のナイトホークはレーダーに映らない。
- 機銃

左クリックででてくるアイテム。無限に使える。HPの少ない相手を倒すのに使える。1基の機体と2基の機体がある。
- お金、ルビー、ダイヤ

傭兵部屋では500円・1000円・3000円。正規軍部屋5000円・1万円・3万円。正規軍部屋では稀に、ルビーやダイヤが出る。ルビーは100万円、ダイヤは1000万円。
- ホスト

部屋の責任者。ステージや時間、ルールを決める事や、追放権利がある。また、クエスト9ではホストだけが、全ての攻撃が効く。

## ローカルルール・アビューズ行為・不正行為
- 援護×

チーム戦で、1対1で戦う。勝ったら、戦ってない人を見つけ「いきます」と一声かけてから試合をする。
- 援護○

援護×の反対で、1対1でなくともよい。「乱戦」ともいう。
- ベッド↓

子供部屋ステージのベッドの下のみで戦う。ターボを使いすぐベッドの下に入る。一度入ったらベッドからは出てはいけない。出た場合は自爆する。ベッドの下以外では攻撃をしてはならない。
- 相撃ち、相打ち

お互いに打ち合い、同時に死ぬ行為。勝ちの5の熟練度と負けの3の熟練度が一気に入る。

## 外部サイト
- ゴールドウィング公式サイト